# Muztagh Tower
Muztagh Tower (tudi: Mustagh Tower; Muztagh: ledeni stolp) je gora v gorovju Karakorum v Pakistanu.
25. avgusta 2008 se je  med vzponom na goro smrtno ponesrečil slovenski alpinist Pavle Kozjek.